# 말할 수 없는 비밀
《말할 수 없는 비밀》(중국어 간체자: 不能说的秘密, 정체자: 不能說的秘密, 병음: Bùnéng shuō de mìmì, 영어: Secret)은 대만에서 2007년에 개봉한 로맨스 영화이다. 이 영화는 감독 주걸륜 자신의 경험을 토대로 한 "간단하지만 매우 아름다운" 사랑 이야기이다. 2007년 1월에 촬영을 시작하여 같은 해 3월에 완성되었다. 저우 감독의 처녀작으로서, 약 6,500만 신 대만 달러의 예산으로 주걸륜 자신이 직접 시나리오, 감독하였다. 주 촬영지는 주걸륜의 모교로 알려진 타이베이 현 신베이시 단수이 구의 신베이 시 사립 단수이 고등학교이다. 영화 주제곡 《不能說的秘密》는 팡원산(方文山)이 작사하였고 주걸륜이 작곡하고 노래하였다.

## 캐스팅
- 주걸륜 - 葉湘倫 (예샹룬 역): 예술고등학교 학생이며 피아노가 전공이다. 아버지와 함께 산다.
- 계륜미 - 路小雨 (루샤오위 역): 예술고등학교 학생이며 어머니와 함께 산다.
- 황추생 - 小倫爸爸 (예샹룬의 아버지 역): 샹룬이 다니는 학교의 선생이며 샹룬의 아버지이다.
- 증개현 - 晴依 (창이 역): 샹륜이 예술고등학교에 전학했을 당시 알게 된 같은 반 학생이다. 샹룬을 좋아한다.

## 한국판 성우진(KBS)
- 양석정 - 예샹룬(주걸륜)
- 문선희 - 샤오위(계륜미)
- 이봉준 - 샹룬의 아버지(황추생)
- 정현경 - 칭이(증개현)
- 김세한 - 음악 선생님(오청준)
- 성병숙 - 샤오위의 어머니(소명명)
- 윤세웅 - 아랑(황준랑)
- 김래환 - 아바오(송건창)
- 이규석 - 체육 선생님(황간동)
- 박영재 - 쉐가오(황심욱)
- 윤승희 - 샤오화(종요)
- 이채정 - 여학생(귀교강)
- 차진욱 - 레코드 가게 점원(장제) / 교장 선생님

## 줄거리
피아노를 전공하는 고등학생 샹룬은 한 예술고등학교(단강예술고등학교)로 전학을 오게 된다. 전학 첫날 학교를 둘러보던 샹룬은 어디선가 나는 피아노 소리를 따라 갔다가 그곳에서 역시 피아노를 전공하는 샤오위(小雨)를 만나게 된다. 샹룬이 방금 연주한 곡에 대해서 묻자 샤오위는 "비밀"(Secret) 이라고 답한다. 이후 두 사람은 서서히 사랑에 빠지게 된다. 그리고 어느날 샹룬이 음악실이 졸업식날 철거될 예정이라고 말해주자 샤오위는 두 사람이 처음 만난 날 연주했던 그 곡을 가르쳐주면서 자신은 다시 돌아갈 땐 이 곡을 빠르게 연주한다는 알 수 없는 말을 한다.
집에 돌아온 샹룬은 아버지와 대화하던 중 아버지에게서 과거 샤오위의 이야기를 모두 듣게 된다. 마침내 시간 여행의 모든 비밀을 알게 된 샹룬은 결국 음악실이 완전히 사라지기 전 본인이 음악을 연주해 과거로 돌아가기로 결심하고 자전거를 타고 급히 음악실로 향한다. 한편 아버지는 샤오위가 과거에 본인에게 남긴 "비밀" 의 악보를 보던 중 그곳에 샤오위가 남긴 글을 보게 되고 그 상대가 본인의 아들이란 것을 알게 된다. 아버지는 갑자기 사라진 아들이 철거중인 음악실로 갔다는 것을 알고 달려간다. 샹룬은 무너지는 음악실에서 샤오위가 가르쳐준 노래를 기억을 되새겨 가며 빠르게 연주하기 시작하고, 상처를 입지만 극적으로 음악실이 무너지기 직전 연주를 마친다. 너무 급히 연주한 나머지 샤오위가 본인을 알기 이전의 과거인 1979년으로 돌아간 샹룬은 다행히 샤오위를 처음으로 보게 되고 샤오위는 상처입고 지저분한 샹룬을 보지만 누군지는 알지 못한 채 미소만 지어 보인다. 샹룬은 과거에 머물게 되고 영화는 과거의, 즉 1979년의 졸업사진에 나란히 서 있는 샹룬과 샤오위의 모습을 보여주면서 끝난다.

## OST
- 발매사 : 소니뮤직
- 발매년도 : 2008년
- 아티스트 : Various Artists (저우제룬 외)

1. Opening
2. Jiao Ta Che
3. Zao Cao
4. Dan Shui Hai Bian
5. Dou Qin
6. Xiang Lun Xiao Yu Si Shou Lian Dan
7. Ride With Me
8. Fu Yu Zi
9. Qing Ren De Yan Lei
10. First Kiss
11. Nu Hai Bie Wei Wo Ku Qi
12. Qing Tian Wa Wa
13. A Lang Yu A Bao
14. Yu Fu Gong Wu
15. Lu Xiao Yu
16. The Swan
17. Flash Back
18. Secret (Slow Ver.)
19. Angel
20. Xiao Yu Xie Li Ke Bai I
21. Xiao Yu Xie Li Ke Bai II
22. Secret (Quick Ver.)
23. Qin Fang
24. Ending Various Artists
25. Bu Neng Shuo De Mi Mi[1]